# Comuna Posești, Prahova
Posești este o comună în județul Prahova, Muntenia, România, formată din satele Bodești, Merdeala, Nucșoara de Jos, Nucșoara de Sus, Poseștii-Pământeni (reședința), Poseștii-Ungureni, Târlești, Valea Plopului, Valea Screzii și Valea Stupinii.

## Așezare
Comuna se află în Subcarpații de Curbură, în nord-estul județului, la limita cu județul Buzău, pe malurile râului Zeletin, în zona cursului său superior și mediu. Este străbătută de șoseaua județeană DJ102B care o leagă spre est de Drajna și Vălenii de Munte (unde se termină în DN1A) și spre est în județul Buzău]] de Calvini și Cislău (unde se termină în DN10). Din acest drum, la Nucșoara de Jos se ramifică șoseaua județeană DJ102L, care face o buclă paralelă cu prima, pentru a deservi comunele montane prahovene Bătrâni și Starchiojd și buzoiene Chiojdu și Cătina. Tot din DJ102B, la Târlești se ramifică șoseaua județeană DJ233, care duce spre sud la Ariceștii Zeletin și Șoimari.

## Demografie
Componența etnică a comunei Posești
     Români (92,82%)
     Romi (1,24%)
     Alte etnii (5,94%)
Componența confesională a comunei Posești
     Ortodocși (89,36%)
     Adventiști (3,8%)
     Alte religii (0,63%)
     Necunoscută (6,22%)
Conform recensământului efectuat în 2021, populația comunei Posești se ridică la 3.636 de locuitori, în scădere față de recensământul anterior din 2011, când fuseseră înregistrați 3.990 de locuitori. Majoritatea locuitorilor sunt români (92,82%), cu o minoritate de romi (1,24%). Din punct de vedere confesional, majoritatea locuitorilor sunt ortodocși (89,36%), cu o minoritate de adventiști (3,8%), iar pentru 6,22% nu se cunoaște apartenența confesională.

## Politică și administrație
Comuna Posești este administrată de un primar și un consiliu local compus din 13 consilieri. Primarul, Valentin-Gheorghe Spătărelu[*], de la Partidul Social Democrat, este în funcție din 2012. Începând cu alegerile locale din 2024, consiliul local are următoarea componență pe partide politice:
|  | Partid                          | Consilieri | Componența Consiliului | Componența Consiliului | Componența Consiliului | Componența Consiliului | Componența Consiliului | Componența Consiliului | Componența Consiliului | Componența Consiliului | Componența Consiliului | Componența Consiliului |
|  | ------------------------------- | ---------- | ---------------------- | ---------------------- | ---------------------- | ---------------------- | ---------------------- | ---------------------- | ---------------------- | ---------------------- | ---------------------- | ---------------------- |
|  | Partidul Social Democrat        | 10         |                        |                        |                        |                        |                        |                        |                        |                        |                        |                        |
|  | Alianța Pmp - Forța Dreptei     | 2          |                        |                        |                        |                        |                        |                        |                        |                        |                        |                        |
|  | Alianța pentru Unirea Românilor | 1          |                        |                        |                        |                        |                        |                        |                        |                        |                        |                        |

## Istorie
La sfârșitul secolului al XIX-lea, comuna făcea parte din plaiul Teleajenul al județului Prahova, având cătunele Posești, Bodești și Valea Plopului. Comuna avea în total 2030 de locuitori și 493 de case, o școală înființată în 1836 în care în 1899 învățau 112 elevi, două mori de apă și 4 biserici – două în Posești, una în Bodești și una în Valea Plopului. Pe teritoriul actual al comunei era organizată atunci și comuna Râncezi; aceasta era alcătuită din satele Râncezi (actualmente, Nucșoara de Jos) și Nucșoara (actualmente, Nucșoara de Sus); această comună avea 1760 de locuitori, o școală datând din 1880 și frecventată în 1899 de 70 de elevi (din care 18 fete), și două biserici ortodoxe — două în Râncezi (dintre care una datând din 1840) și una în Nucșoara. Tot atunci, satul Târlești era reședința unei comune formată din el și din satul Gogeasca, având în total 1181 de locuitori, o școală și o biserică ortodoxă fondată de locuitori în 1860.
În 1925, Anuarul Socec consemnează în comuna Posești și satele Valea Screzii și Valea Stupinii, iar satul Posești împărțit în Poseștii Ungureni și Poseștii Pământeni, toată comuna având o populație de 1932 de locuitori. În 1950, comunele Târlești, Posești și Râncezi au fost trecute la raionul Teleajen din regiunea Prahova și apoi (începând cu 1952) din regiunea Ploiești. Comuna Râncezi (ca și satul ei de reședință) a primit în 1964 numele de Nucșoara de Jos. În 1968, județele s-au reînființat, dar comuna Nucșoara de Jos a fost desființată, fiind inclusă în comuna Posești, iar comuna Târlești a fost împărțită între comunele Posești și Cărbunești.

## Monumente istorice
În comuna Posești se află biserica de lemn „Sfinții Voievozi”-din Vârf (1732) din satul Poseștii-Pământeni, monument istoric de arhitectură de interes național.
În rest, alte douăzeci și șapte de obiective din comună sunt incluse în lista monumentelor istorice din județul Prahova ca monumente de interes local. Unul este un sit arheologic, aflat „la Siliște” în satul Poseștii-Pământeni, loc unde s-au descoperit o așezare din secolele al IX-lea–al X-lea și o necropolă din secolele al V-lea–al VII-lea. Un alt obiectiv este clasificat ca monument memorial sau funerar — crucea de pomenire din piatră (1804) aflată pe drumul dintre Nucșoara de Sus și Valea Plopului, în zona satului Nucșoara de Sus. Restul sunt monumente de arhitectură: casele Vasile D. Berciu (sfârșitul secolului al XIX-lea) și Veronica Bedoiu (începutul secolului al XX-lea) din Bodești; ansamblul rural (a doua jumătate a secolului al XIX-lea– începutul secolului al XX-lea), casele Elena Porcică (1901), Ilie Stoica (1918), Nicolae Corcodel (1910), Ion Grigore (mijlocul secolului al XIX-lea), Gheorghe Cioc (începutul secolului al XX-lea), Toma Tănăsescu (sfârșitul secolului al XIX-lea) și Rodica Spătaru (sfârșitul secolului al XIX-lea–începutul secolului al XX-lea) din Nucșoara de Jos; casa cu prăvălie Alexandru Andreescu (1880) din Poseștii-Ungureni; casa cu prăvălie Victoria Drăgulinescu (1910), casa cu atelier de fierărie Ilie Diaconu (începutul secolului al XIX-lea), casele Vasile P. Marcu (1890), Alexandru I. Borș (1918), Nicolae Sersea (sfârșitul secolului al XIX-lea) și Constantin Diaconu (1900) din Poseștii-Pământeni; casele Silvia Teodorescu-Nicolau (începutul secolului al XX-lea), Constantin Teodorescu (1900–1912), Nicolae Tronaru (1905), Floarea Vișan (prima jumătate a secolului al XIX-lea), Ion Soare (1895), Constantin Mihalcea (1915) și Vasile Ivănescu (sfârșitul secolului al XIX-lea) din Târlești; și biserica de lemn „Adormirea Maicii Domnului” din cimitirul din Valea Plopului.

## Personalități născute aici
- Eufrosin Poteca (1786 - 1858), teolog, cărturar, iluminist.